# Selk
Selk er en landsby og kommune beliggende syd for Slien og Slesvig by ved Selk Nor i Sydslesvig. Administrativt hører kommunen under Kreis Slesvig-Flensborg i delstaten Slesvig-Holsten i det nordlige Tyskland. I kirkelig henseende hører byen under Haddeby Sogn. I den danske tid indtil 1864 hørte sognet under Arns Herred (Gottorp Amt). Den nuværende kommune består af Selk gl. Mølle (Altmühl), Selk Mølle, Vedelspang (Wedelspang), Ovre og Nedre Selk. På vej mellem Ovre Selk og Vedelspang ligger den 42 meter høje Kongshøj. Gravhøjen står måske i forbindelse med den forhistoriske danske konge Sigtryg. Nord for Vedelspang ligger den kendte Hedeby.
Nabokommuner er Bustrup i nord, Jagel i sydvest, Lottorp i syd, Geltorp i sydøst og Fartorp i nordøst. Kommunen samarbejder med andre kommuner på administrativt plan i Haddeby kommunefælleskab (Amt Haddeby).
Selk er første gang nævnt 1412. Stednavnet henføres til seljepil. Navnet er måske sammentrukket af Sel-vig, altså i betydningen seljepilenes bugt. 